# Sorteo (tauromàquia)
En el món de la tauromàquia, es coneix com a sorteo (del castellà, sorteig) el repartiment a l'atzar que determina la distribució de toros entre els toreros.

## Història
Fins a finals del segle xix, no s'efectuava el sorteo; l'ordre de sortida dels toros era determinat pel mateix ganadero (ramader). Els criadors tenien el costum de treure el cinquè lloc els toros que pensaven que serien els millors, d'aquí la dita «No hay quinto malo» (no hi ha cinquè dolent).
Luis Mazzantini i Antonio Reverte van acabar imposant un sorteig, ja que van acusar els criadors d'afavorir a Rafael Guerra Bejarano «Guerrita».

## Desenvolupament
El mateix dia de la corrida, al migdia, la seu té lloc amb la presència del president de la correguda de toros i un representant de cadascun dels tres matadors. Abans del sorteig, els representants dels matadors inspeccionen els toros, després formen els lots intentant distribuir els toros amb la màxima equitat possible segons les seves instal·lacions o suposades dificultats. El representant del matador més antic escriu els números dels toros per parelles en papers petits (tradicionalment paper de fumar); el representant del matador més jove fa una bola amb cada paper i després les fica al barret del mayoral (administrador d'una ramaderia), cobrint-lo amb un diari. Cadascun treu una bola del barret per ordre d'antiguitat, començant el representant del matador més antic.
Una vegada determinat el lot de cada matador, és aquest qui decidirà l'ordre de sortida dels dos toros que se li han atribuït.

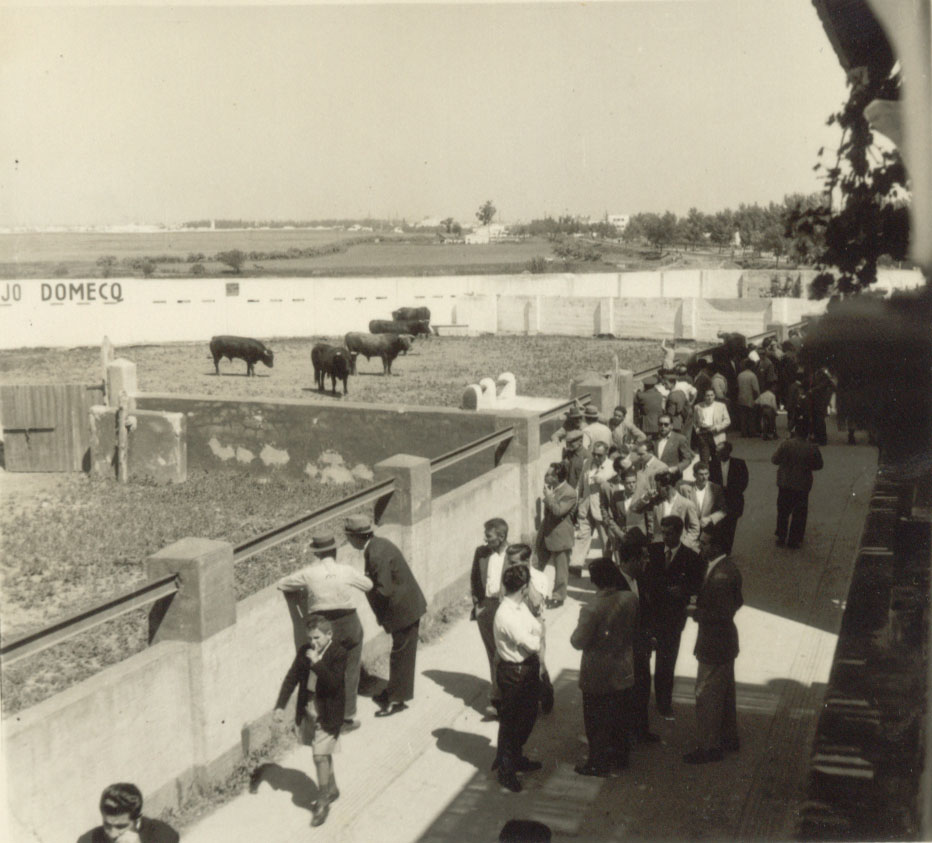
Apartado de toros durant la Fira de Sevilla de 1955
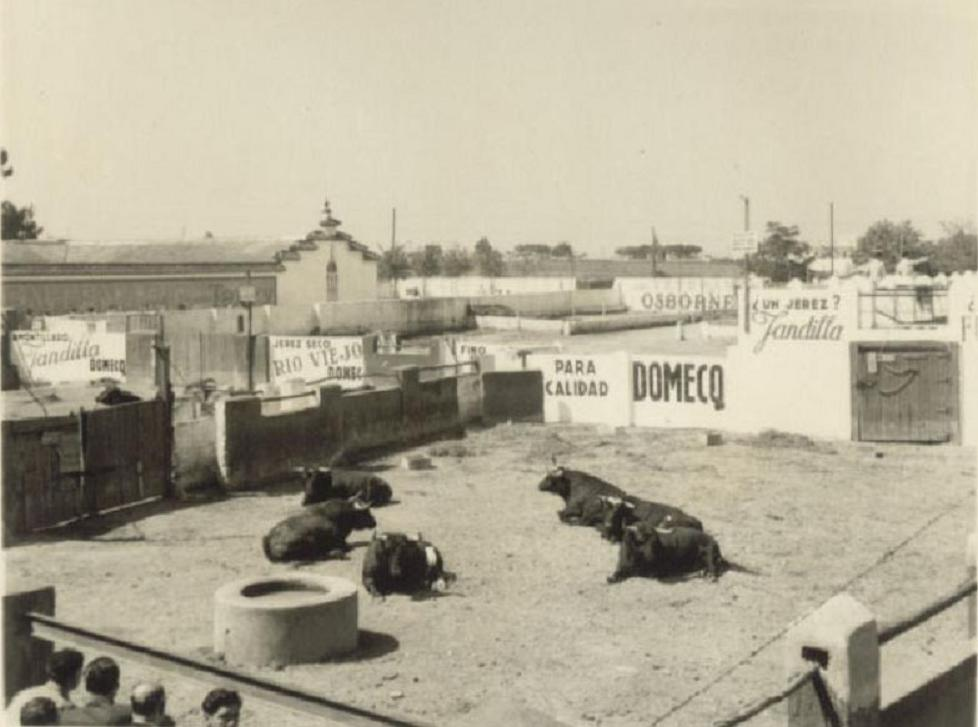
Apartado de toros durant la Fira de Sevilla de 1955

Després del sorteig, se separen els toros els uns dels altres. És l'apartado (apartat), una operació que consisteix a col·locar cada toro a la seva caseta o chiquero, una cel·la fosca aproximadament de tres metres on espera l'hora de la corrida abans de ser aviat a l'arena. La paraula castellana «enchiqueramiento» és sinònim d'apartado. En algunes places, con la de Bilbao, Pamplona o Madrid, el públic pot assistir a l'apartado

Quan diversos ramaders proporcionen els toros de la mateixa corrida, es distribueixen segons l'antiguitat de la seva presentació a la plaça de toros de Madrid. Si cada ramader ofereix un parell de toros, comença i acaba obligatòriament els toros de la ganaderia més antiga. Per tant, actualment la dita «no hi ha cinquè dolent» ja no es justifica; no obstant això, tothom continua creient que «no hay quinto malo».